# Katerînivka, Iemilciîne
Katerînivka (în ucraineană Катеринівка) este un sat în comuna Varvarivka din raionul Iemilciîne, regiunea Jîtomîr, Ucraina.

## Demografie
Componența lingvistică a localității Katerînivka
     Ucraineană (100%)
Conform recensământului din 2001, toată populația localității Katerînivka era vorbitoare de ucraineană (100%).